# Gaspare Paoletti

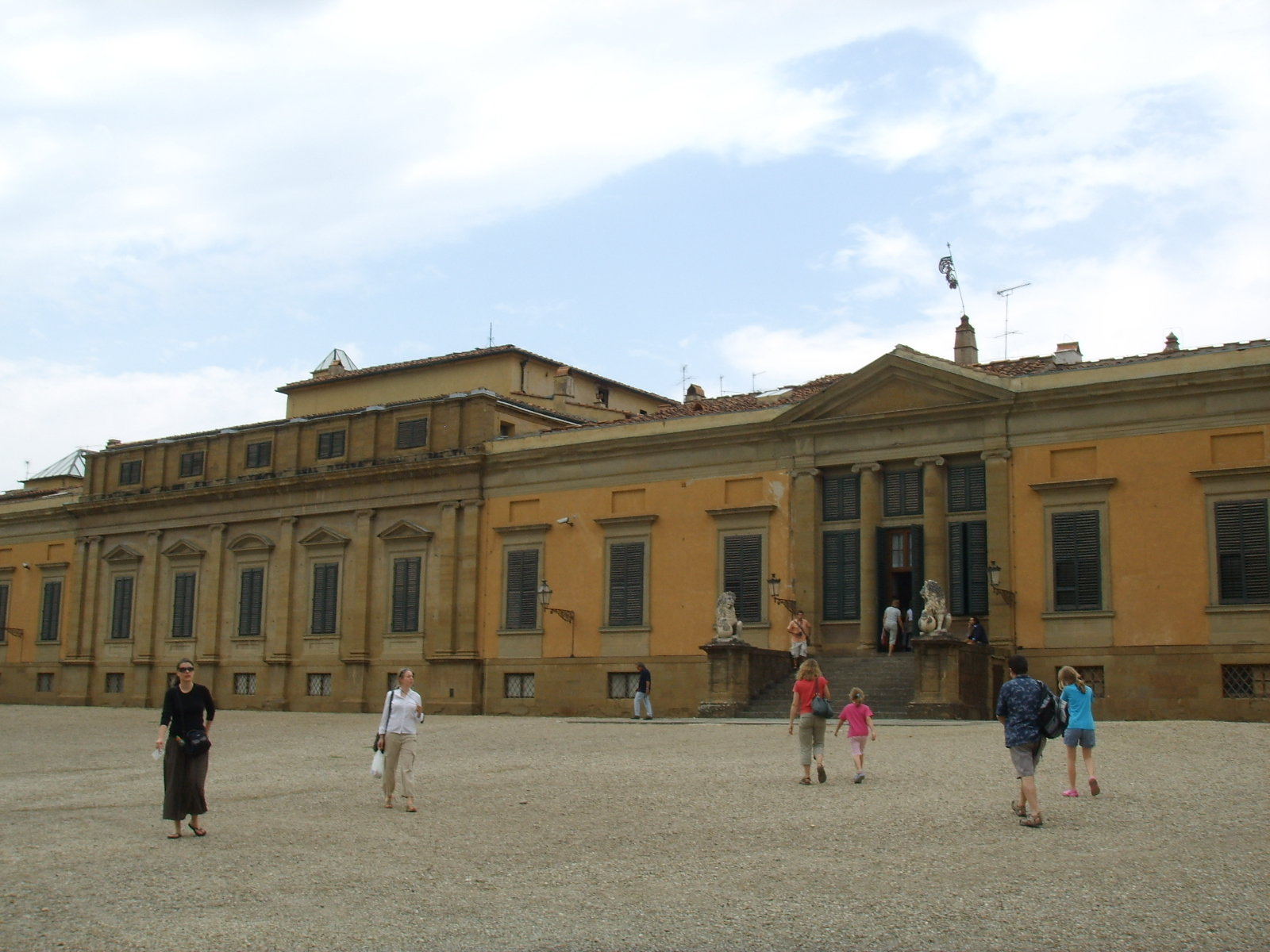
La Palazzina della Meridiana, Pitti

Gaspare Maria Paoletti (Firenze, 1727 – 1813) è stato un architetto e scultore italiano, tra i principali esponenti dello stile neoclassico in Toscana.

## Biografia
Lavorò alla corte granducale dei Lorena, dove fu tra i primi a decretare l'abbandono delle opulente forme barocche in favore di forme più lineari che trevano spunto anche dall'architettura rinascimentale della città. Insegnò all'Accademia di Belle Arti di Firenze, diffondendo alla nuova generazione le sue idee innovative.
Numerose sono le sue opere a Palazzo Pitti: la Palazzina della Meridiana (dal 1775), la grandiosa Sala Bianca (1776), la torre della Specola astronomica, oltre ad alcuni interventi nel giardino di Boboli. A Paoletti è solitamente attribuita la Sala della Niobe nella Galleria degli Uffizi, sebbene, la paternità del progetto debba essere più verosimilmente associata a Zanobi Del Rosso.
Lavorò inoltre alla Villa di Poggio Imperiale (1776-1783), al nuovo centro termale di Montecatini Terme (su espresso desiderio del Granduca Pietro Leopoldo nel 1780), dove disegnò le Terme Leopoldine, il Bagno del Tettuccio, la Palazzina Reale, la Locanda Maggiore e un generale riassetto urbanistico di tutta la località.
Durante la dominazione francese lavorò per Elisa Bonaparte Baciocchi, mentre dal 1805, durante la Restaurazione, fu architetto di corte di Maria Luisa di Borbone-Spagna, il che ci può dare una misura di come la sua fama superasse le questioni politiche. Suoi prosecutori ideali, pur con elementi innovativi e "giovani", furono Giuseppe Manetti, Giuseppe Cacialli, Cosimo Rossi Melocchi e Pasquale Poccianti.